# There's the rub
There's the rub is het zesde album van Wishbone Ash. Wishbone Ash heeft het Verenigd Koninkrijk de rug toegekeerd om zich te vestigen in de Verenigde Staten. Doordat Ted Turner opstapte was er een vacature voor een gitarist. Laurie Wisefield kwam uit de band Home en zorgde ervoor dat het geluid van de muziekgroep aanmerkelijk veranderde. Wishbone Ash kwam met het gebruikelijke probleem te zitten. Te Europees voor Amerika, te Amerikaans voor Europa. Het album is opgenomen in de Criteria Recording Studio C te Miami, Florida. De hoes was wederom van Hipgnosis.
Er zitten de volgende verwijzingen in het album:
- De titel van het album is ontleend aan Hamlet van William Shakespeare en refereert aan de frase To be, or not to be. Hamlet heeft twijfels over de dood: To die, to sleep; To sleep, perchance to dream. Ay, there's the rub daar wringt de schoen, want als de dood niets anders is dan een lange slaap... dan weet je nog niet welke (vreselijke) dromen je te wachten staan! ...
- Persephone, naar de Griekse godin
- F·U·B·B was destijds een acroniem voor Fucked up beyond belief, vertaald (ik ben)  ongelofelijk belazerd. Fucked lag destijds al moeilijk, zeker in de VS.
- De teksten van Lady Jay is gebaseerd op een volkslegende Kitty Jay uit Dartmoor.
- De hoes laat een cricketter zien, die een bal langs zijn broek wrijft (to rub betekent wrijven) om een kant van de bal een gladder oppervlakte te geven dan de andere kant. Bij een worp krijgt de bal een vreemde curve, zodat de slagman van de tegenpartij er moeite mee heeft.

## Musici
- Andy Powell – gitaar, mandoline, zang
- Laurie Wisefield – gitaar, banjo, zang
- Martin Turner – basgitaar, zang
- Steve Upton – slagwerk, percussie

met
- Nelson Padron - conga op F·U·B·B
- Albhy Galuten - orgel en synthesizer op Persephone

## Muziek
Alle door Wishbone Ash

| Nr. | Titel           | Duur |
| --- | --------------- | ---- |
| 1.  | Silver shoes    | 6:38 |
| 2.  | Don’t come back | 5:10 |
| 3.  | Persephone      | 6:58 |
| 4.  | Hometown        | 4:48 |
| 5.  | Lady Jay        | 5:56 |
| 6.  | F·U·B·B         | 9:27 |